# Brunrod
Slægten Brunrod (Scrophularia) hører hjemme i maskeblomst-familien, og den omfatter ca. 200 arter, som er blomstrende urter. Heraf er de tre arter hjemmehørende i Danmark. Slægtens arter er fælles om oprette stængler, modsatte blade og tolæbede blomster, som sidder i klynger for enden af stænglerne. Slægten er udbredt over hele den Nordlige halvkugle, dog med hovedvægten i Asien, mens der kun ar få arter i Europa og Nordamerika.
Brunrodarterne bruges som føde af nogle sommerfuglelarver, heriblandt brunrodshætteugle (Cucullia verbasci).
Visse af slægtens arter er blevet brugt som naturmedicin. Se f.eks. hos Nicholas Culpeper

## Arter
De danske arter i slægten:
- Vårbrunrod (Scrophularia vernalis)
- Knoldet brunrod (Scrophularia nodosa)
- Vandbrunrod (Scrophularia umbrosa)

## Eksterne links
- Arne og Anna-Lena Anderberg: Den virtuella floran, Naturhistoriska riksmuseet (svensk)